# Suai
Pour le poste administratif, voir Suai (poste administratif).
Suai est une ville du Timor oriental, peuplée de 8 243 habitants en 2010.
Elle est la capitale de la municipalité de Cova Lima et du poste administratif de Suai.